# Râul Valea Mare, Timiș (Poiana)
Râul Valea Mare este un afluent al râului Timiș. 

## Hărți
- Harta Județului Caraș-Severin
- Harta Munții Semenic  Arhivat în 4 martie 2016, la Wayback Machine.